# Seljani (Rogatica)
Pour les articles homonymes, voir Seljani.
Seljani (en serbe cyrillique : Сељани) est un village de Bosnie-Herzégovine. Il est situé dans la municipalité de Rogatica et dans la république serbe de Bosnie. Selon les premiers résultats du recensement bosnien de 2013, il compte 307 habitants.

## Démographie

### Répartition de la population par nationalités (1991)
En 1991, le village comptait 474 habitants, répartis de la manière suivante :

### Communauté locale
En 1991, la communauté locale de Seljani comptait 1 192 habitants, répartis de la manière suivante :